# Radeckalm

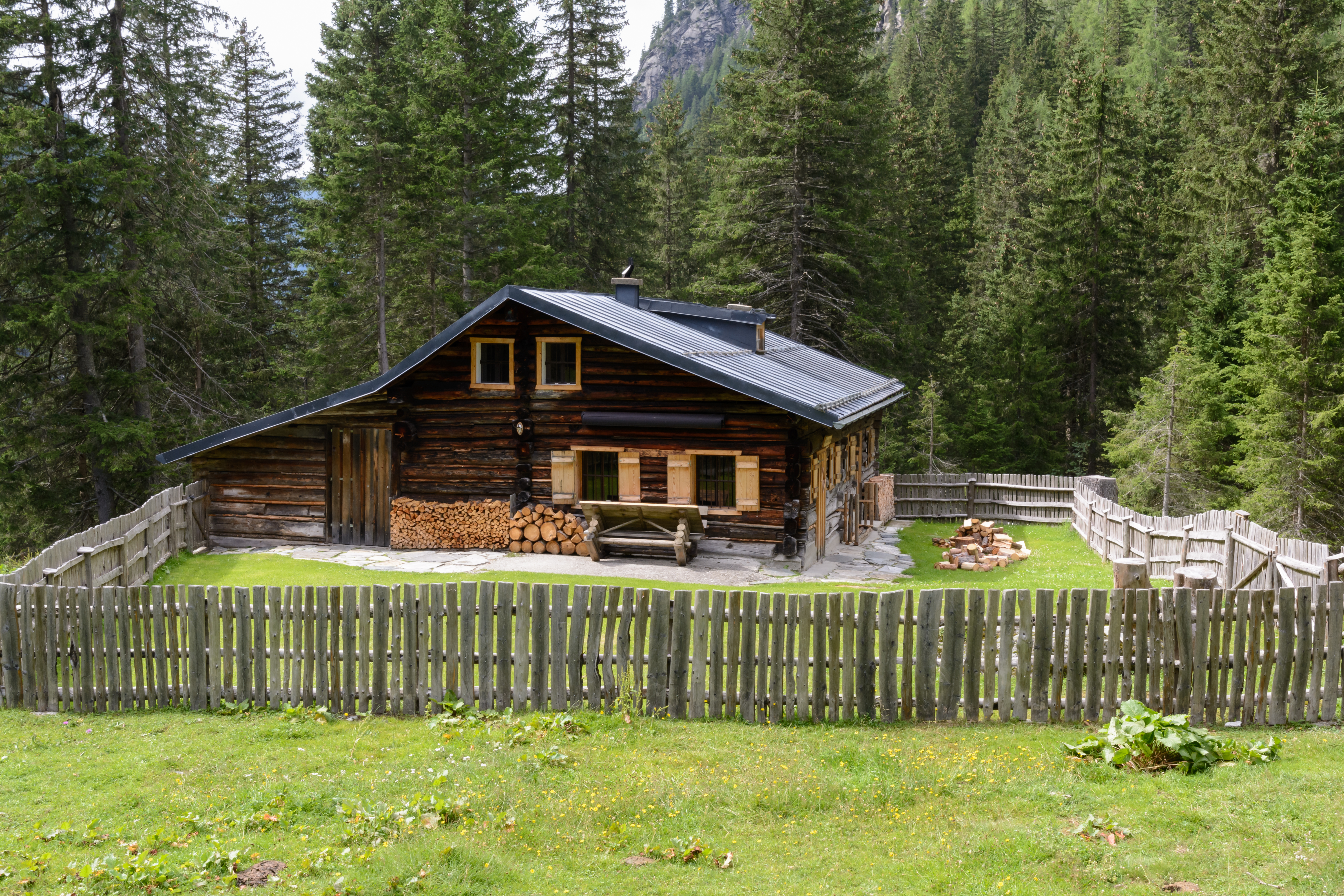
Das ehemalige Alpengasthaus Radeckalm

Die Radeckalm (auch Radeck-Alm, Radeckalpe, Untere Radeckalm und Vordere Radeckalm, früher auch Gastwirtschaft Radeck und Mitteralm) ist eine Ortslage in der Gemeinde Bad Gastein im österreichischen Bundesland Salzburg.

## Geografie

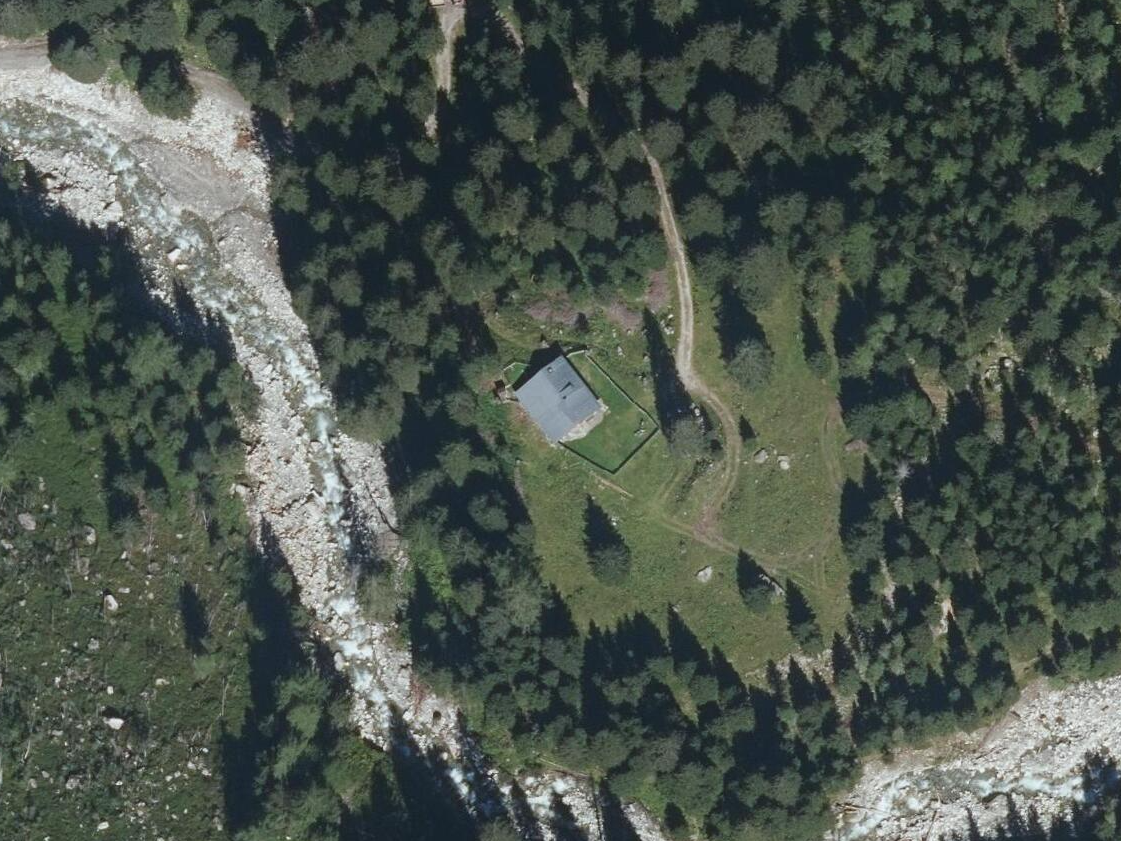
Die Radeckalm aus der Vogelperspektive

Als Ortslage wird unter der Radeckalm ein ehemaliges Alpengasthaus verstanden, das zur Ortschaft Bad Gastein, zur Katastralgemeinde Böckstein und zum Nationalpark Hohe Tauern gehört. Es liegt auf einer Höhe von 1576 m ü. A. am rechten Ufer des Anlaufbachs und am Fuß des Hölltorkogels in der Ankogelgruppe. Der Ortsname Radeck wurde früher für das gesamte Anlauftal verwendet und bezeichnet heute nur noch dessen Talschluss. Die Radeckalm (beziehungsweise Untere oder Vordere Radeckalm) wird von der Oberen Radeckalm unterschieden. Letztere ist längst verfallen.
Unterhalb der Radeckalm wächst der Fächer-Frauenmantel (Alchemilla flabellata Buser). Auf Rohhumus über Gneis wurde die in Österreich selten anzutreffende Flechtenart Trapeliopsis glaucolepidea dokumentiert. Auf der Radeckalm wurden zudem die Käferarten Amara praetermissa, Atheta subrugosa, Goldglänzender Laufkäfer (Carabus auronitens), Hypnoidus riparius, Leptusa granulicauda, Omalium funebre und Pterostichus subsinuatus gefunden. Östlich des ehemaligen Alpengasthauses erstreckt sich die Rotwild-Ruhezone Anlauftal, die von 1. November bis 31. Mai nicht betreten werden darf.

## Geschichte
Die Römerstraße über den Korntauern, die Teurnia mit dem Gasteinertal verband, verlief wahrscheinlich über die Radeckalm. Mehrere frühe Besteigungen des Ankogels erfolgten von der Radeckalm aus, so 1822 jene durch Peter Karl Thurwieser und 1826 jene durch Erzherzog Johann.
Das Areal wurde seit den 1920er Jahren von einer Gasteiner Bergbauernfamilie gepachtet und bewirtschaftet, zunächst als vollwertige Alm mit eigener Milch-, Butter- und Käseproduktion und zuletzt als reine Jausenstation. Die Besitzerfamilie Czernin-Kinsky aus dem Mühlviertel, die im Anlauftal auch ein großes Jagdgebiet unterhielt, forderte die Pächter 2011 zur Schließung des Gastronomiebetriebs und Übergabe der Hütte auf. Dies hatte einen Rechtsstreit zur Folge, den die Besitzerfamilie vor Gericht gewann. Das Alpengasthaus wurde geschlossen, mit einem Holzzaun umgeben und in eine private Nutzung überführt.